# Soufyan Dardour
Soufyan Dardour (...) è un giocatore di football americano olandese che gioca come defensive back nei Rhein Fire.